# Jonas Sakuwaha
Jonas Sakuwaha est un joueur de football international zambien né le 22 juillet 1983 à Kafue. Son poste de prédilection est attaquant. Il joue actuellement en République démocratique du Congo au TP Mazembe

## Biographie
Jonas Sakuwaha inscrit un triplé en Ligue des Champions de la CAF et rejoint en août 2009 le FC Lorient. Il est également international zambien.
Lors de la saison 2009-2010, il joue 17 matches pour le club breton (14 en championnat, 2 en Coupe de la Ligue et 1 en Coupe de France) dont 1 comme titulaire en championnat et un autre en Coupe de la Ligue.
En août 2010, il est prêté avec option d'achat au Le Havre AC. Peu utilisé, il préfère résilier son contrat en novembre 2010 et retourner au FC Lorient, avant d'être transféré au club soudanais d'Al Merreikh Omdurman.
Il remporte la Coupe d'Afrique des nations 2012 avec son pays face à la Côte d'Ivoire.